# Zmarli w roku 1863
Lista osób zmarłych w 1863:

## styczeń 1863
- 18 stycznia – Sa’id Pasza (arab. محمد سعيد باشا), gubernator Egiptu i Sudanu[1]

## luty 1863
- 21 lutego – Henryk Marconi, polski architekt pochodzenia włoskiego[2]
- 22 lutego - Franz Xaver Zippe, czeski filozof, przyrodnik i mineralog[3]

## marzec 1863
- 4 marca – Andrij Potebnia (ukr. Андрій Опанасович Потебня), ukraiński rewolucjonista, walczący w powstaniu styczniowym po stronie polskiej[4]
- 29 marca – Józef Lompa, śląski działacz, poeta, publicysta i prozaik, autor polskich podręczników szkolnych[5]

## kwiecień 1863
- 10 kwietnia – Giovanni Battista Amici, włoski przyrodnik[6]

## grudzień 1863
- 5 maja – Francesco Nullo, włoski pułkownik, przyjaciel i powiernik Giuseppe Garibaldiego, dowódca ochotników włoskich, tzw. garibaldczyków, którzy wzięli udział w powstaniu styczniowym[7]
- 10 maja – Thomas Jackson, amerykański generał uczestnik wojny secesyjnej[8]

## czerwiec 1863
- 20 czerwca – Joseph Russegger, austriacki geolog i podróżnik, zarządca kopalni soli w Wieliczce w latach 1843-1850[9]

## sierpień 1863
- 13 sierpnia – Eugène Delacroix, malarz francuski[10]

## wrzesień 1863
- 6 września – Julian Biegański, powstaniec listopadowy, porucznik kosynierów w powstaniu styczniowym, odznaczony Orderem Virtuti Militari[11]
- 20 września – Jacob Ludwig Karl Grimm, bajkopisarz niemiecki, starszy z braci Grimm[12]

## październik 1863
- 12 października – Andrei Mureșanu, rumuński poeta, publicysta, tłumacz i działacz narodowy[13]

## grudzień 1863
- 13 grudnia – Friedrich Hebbel, niemiecki dramatopisarz i poeta[14]
- 23 grudnia – Zygmunt Chmieleński, powstaniec styczniowy, powstańczy naczelnik województwa krakowskiego[15]
- 24 grudnia – William Makepeace Thackeray, brytyjski pisarz[16]